# Хермерсберг
Хермерсберг (њем. Hermersberg) општина је у њемачкој савезној држави Рајна-Палатинат. Једно је од 84 општинска средишта округа Југозападни Палатинат. Према процјени из 2010. у општини је живјело 1.727 становника. Посједује регионалну шифру (AGS) 7340016.

## Географски и демографски подаци
Хермерсберг се налази у савезној држави Рајна-Палатинат у округу Југозападни Палатинат. Општина се налази на надморској висини од 408–427 метара. Површина општине износи 13,0 km². У самом мјесту је, према процјени из 2010. године, живјело 1.727 становника. Просјечна густина становништва износи 133 становника/km².